# Ivo Zalar
Ivo Zalar (Kalinovac, 24. veljače 1927.−Zagreb, 1. listopada 2010.) je hrvatski književni teoretičar i prevoditelj. Pisao je čitanke, priređivao i uređivao izdanja popularnih svjetskih književnika, hrvatskih liričara i hrvatskih dječjih pisaca. Osnivačem je poetike suvremenoga hrvatskog dječjeg romana te hrvatske poezije za djecu.

## Životopis
Rodio se je Kalinovcu pokraj Đurđevca. Ondje je završio osnovnu školu. 
Nadbiskupsku klasičnu gimnaziju završio je u Zagrebu. U Zagrebu je studirao. Diplomirao je jugoslavistiku i engleski jezik i književnost na Filozofskom fakultetu.
Magistrirao je na temu Dječjeg romana u hrvatskoj književnosti. Doktorirao je na temu Suvremena hrvatska dječja poezija.
Radio je u osnovnim i srednjim školama kao nastavnik hrvatskoga i engleskoga jezika .
Od 1970. godine radio je na Pedagoškoj akademiji (današnjem Učiteljskom fakultetu). Na toj je ustanovi više od dva desetljeća predavao predavao Dječju književnost te Filmsku i RTV kulturu studentima predškolskog odgoja i razredne nastave.
Organizirao je manifestaciju Lovrakove dane kulture. Utemeljio je Državnu nagradu Mato Lovrak za najbolji dječji roman suvremenoga hrvatskog pisca za proteklu godinu.
Od 1992. do 1993. bio je pomoćnik ministra prosvjete za osnovno školstvo i predškolski odgoj. 
Bio je član Društva hrvatskih književnika, Društva svetog Jeronima, Hrvatske sekcije IBBY-ja (Međunarodnog vijeća za dječju knjigu), Hrvatskoga filološkog društva i inih ustanova.

## Nagrade i priznanja
- 1992.: nagrada Ivan Filipović[1]
- 1998.:  Spomenica za osobit doprinos u promicanju kulture i znanosti budimpeštanskih Hrvata